# Вафтруднисмал
Вафтруднирове речи (старонордијски: Vafþrúðnismál) је у нордијској митологији трећа поема у Поетској Еди. То је разговор у стиховној форми вођен на почетку између Есира Одина и Фриге, а после између Одина и јотуна (дива) Вафтруднира.
Поема залази у детаље о нордијској космогонији и очигледно је опсежно користила као извор информација Снорију Стурлусону у конструкцији Прозне Еде, где је и наведено. Поема је сачувана у Codex Regius-у и делимично у AM 748 I 4to. Постоје проблеми са очувањем станци 40-41.

## Уопштено
Радња почиње кад Один пита Фригу за савет и упуте да ли би било мудро да потражи Вафтруднирову дворану. Фрига је против оваквог тока радње, говорећи да је Вафтруднир веома моћан див, најмоћнији за ког је чуо. Ипак Один наставља по своме.
По доласку у Вафтруднирову дворану, Один жели да стекне Вафтруднирову мудрост кроз класични механизам борбе мудрости. Вафтрудниров одговор је да прихвата литалицу у своју дворану и допустиће му да жив оде ако се Один покаже мудријим. Один, вешт у претварању, представља се као Гагнрад (превод „победа") и моли за традиционално гостопримство које се пружа путницима. Вафтруднир, затечен, позива га унутра да седне. Потом следи игра загонетки међу њима.
Током станце 19, Вафтруднир је био довољно лакомислен да се клади на своју главу у случају пораза: Одинова победа би исходила његовом смрћу. У станци 55, на крају борбе, Вафтруднир је приморан предати се због Одинове лукавости када га овај пита шта је Один шапнуо у Балдурово ухо пре него што је Балдурово тело било положено на погребни брод, питање на које једино Один зна одговор; постоји правило у игри мудрости да питања могу бити постављена само ако онај који пита зна одговор на њих и тако у том моменту Вафтруднир препознаје свог госта:
Ти и сам знаш то, шта јако давно
Ти рече у уши свог сина.
Проклех себе кад се усудих рећи
Каква коб ће задесити богове,
И укрстих моју досетљивост са досетљивошћу Одина,
Увек мудријег од свих.
Vafþrúðnismál 55, на енглески превели Оден и Тејлор, са енглеског превео корисник Quetzalcoatl